# 이력 추적제
이력 추적제(영어: traceability→추적 가능성, 트레이서빌리티)는 물품의 유통경로를 생산 단계부터 최종 소비 단계 또는 폐기 단계까지 추적이 가능하도록 하는 일이다. 적용 대상별로 품목 특성에 맞는 사항이나 범위가 결정된다. 이러한 일들이 제도 또는 체제로 만들어진 것을 이력추적체제(영어: traceability system)라고 한다. 간단히 이력제라고도 한다.

## 정의
이력추적제에 대한 정의는 국가·법에 따라 일부 달리 규정하고 있으나, 실질적인 내용은 거의 유사하다.
- EU식품법: 식품, 사료, 식품으로 가공된 동물, 가공식품 및 사료의 원료가 되거나 될 것이라고 예상되는 물질에 대하여, 생산·가공·유통의 모든 단계를 추적하고 역으로 조사할 수 있는 능력으로 규정
- 일본 쇠고기 생산이력제: 국내산 쇠고기의 생산, 처리·가공, 유통·판매의 각 단계에서 쇠고기와 그 정보를 추적하고, 또한 소급이 가능한 것으로 규정
- Codex 특별위원회(바이오테크놀러지 유래식품에 관한 특별위원회): 식품시장에 있어서의 모든 단계에 관한 정보의 연속적인 흐름을 보증하는 시스템이라고 정의
- 농산물품질관리법: 농산물을 생산단계부터 판매단계까지 각 단계별로 정보를 기록·관리하여 안전성 등에 문제 발생시 추적하여 원인규명과 필요한 조치를 할 수 있도록 관리하는 것이라고 규정
- 소 및 쇠고기 이력추적에 관한 법률: '이력추적'이란 소의 출생·수입, 사육부터 쇠고기의 판매에 이르기까지 각 단계별로 정보를 기록·관리함으로써 필요한 경우 소와 쇠고기의 이동경로를 추적하는 것이라고 규정
- 수산물품질관리법: '수산물이력추적관리'란 수산물을 생산단계부터 판매단계까지 각 단계별로 정보를 기록·관리하여 해당 수산물의 안전성 등에 문제가 발생할 경우 그 수산물을 추적하여 원인규명 및 필요한 조치를 할 수 있도록 관리하는 것이라고 규정

## 소 및 쇠고기 이력관리
소와 쇠고기의 사육·도축·가공·판매의 각 단계별 정보를 기록·관리하여 문제 발생시 이동경로를 따라 추적하여 신속한 원인규명과 회수 등 조치를 가능하게 하는 제도이다.
- 모든 소에 고유의 개체식별번호를 부여하고 그 번호가 표시된 귀표를 부착하여 출생·거래·폐사·수출입 등 이동 실적을 신고하게 하고 이력추적시스템에 기록·관리한다.
- 해당 소를 도축한 이후 가공, 판매 등 유통단계에서 쇠고기에 개체식별번호를 표시하여 거래하고 그 거래실적을 기록·관리한다. 개체식별 확인을 위해 도축된 쇠고기의 시료를 채취·보관하여 판매되는 쇠고기와 DNA 동일성검사를 통해 검증한다.
- 소비자는 구입하고자 하는 쇠고기의 원산지, 출생일, 소의 종류, 등급을 포함해서 관련 정보를 휴대폰, 인터넷 등을 통해 확인가능하다.

## 같이 보기
- 제조단위 관리
- 대한민국 소 및 쇠고기 이력제에 관한 법률
- 일본 소의 개체 식별을 위한 정보의 관리 및 전달에 관한 특별 조치법